# Adrián Liso
Adrián Liso Lahoz (Saragozza, 2 aprile 2005) è un calciatore spagnolo, attaccante del Real Saragozza in prestito al Getafe.

## Carriera
Nel 2017 entra a far parte del settore giovanile del Real Saragozza, la squadra della sua città natale. È cresciuto giocando per due stagioni con la squadra filiale del Deportivo Aragón.
Il 14 marzo 2024 l'allenatore della prima squadra, Víctor Fernández, lo fa esordire nella Segunda División spagnola, subentrando a Víctor Mollejo nella partita di campionato persa per 0-1 contro l'Espanyol..
Il 20 aprile 2024 segna il suo primo gol con il Real Saragozza, in occasione della vittoria per 1-2 nel derby aragonese contro l'Huesca. Al termine della sua prima stagione in prima squadra, rinnova il contratto con il Real Saragozza fino al 2029.
Il 2 luglio 2025 passa in prestito al Getafe.